# Reflecterend waterbekken

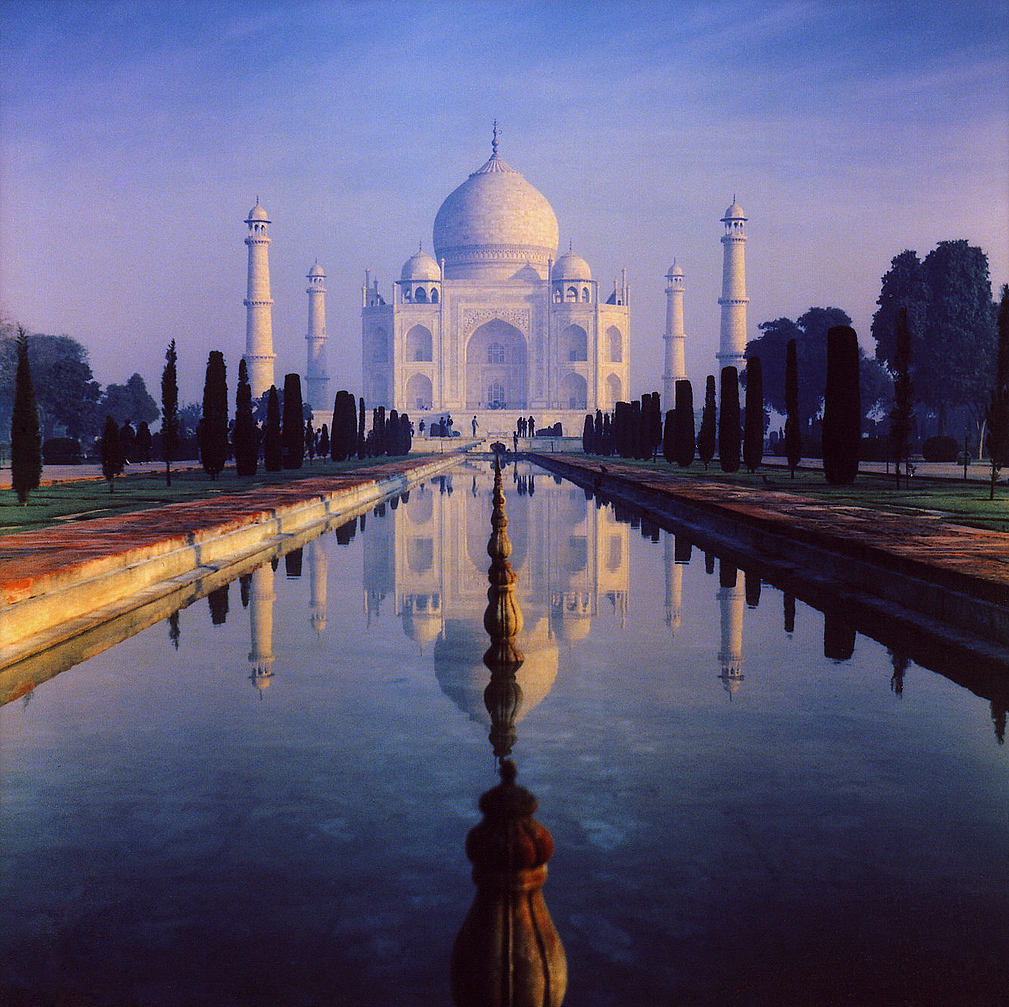
Reflecterend waterbekken voor de Taj Mahal in Agrâ

Een reflecterend waterbekken (Frans: miroir d'eau, Engels: reflecting pool) is een ondiep waterbekken dat het landschap of het bouwwerk eromheen of erachter weerspiegelt. Voor een optimaal spiegelend effect is het belangrijk dat het bekken ondiep is, en het water zo weinig mogelijk in beweging is. Bij aanleg gebruikt men hiervoor veelal een bekkenvorm waarbij de periferie iets dieper is dan het midden; hiermee wordt golfvorming geëlimineerd.

## Enkele reflecterende waterbekkens
| Foto | Locatie                                                                            | Inhuldiging | Oppervlakte | Coördinaten                    |
| ---- | ---------------------------------------------------------------------------------- | ----------- | ----------- | ------------------------------ |
|      | Taj Mahal, Agrâ, India                                                             | 1653        | 570 m²      | 27° 10′ 22″ NB, 78° 2′ 32″ OL  |
|      | Chehel Sotoun, Isfahan, Iran                                                       | 1646        | 1.600 m²    | 32° 39′ 27″ NB, 51° 40′ 20″ OL |
|      | Lincoln Memorial Reflecting Pool, National Mall, Washington D.C., Verenigde Staten | 1923        | 31.518 m²   | 38° 53′ 22″ NB, 77° 2′ 42″ WL  |
|      | Patio de los Arrayanes, Alhambra, Granada, Spanje                                  | 14e eeuw    | 250 m²      | 37° 10′ 38″ NB, 3° 35′ 23″ WL  |
|      | Völkerschlachtdenkmal, Leipzig, Duitsland                                          | 1913        | 11.000 m²   | 51° 18′ 44″ NB, 12° 24′ 47″ OL |
|      | Place de la Bourse, Bordeaux, Frankrijk                                            | juli 2006   | 3.450 m²    | 44° 50′ 30″ NB, 0° 34′ 9″ WL   |